# Hesperolpium andrewsi
Hesperolpium andrewsi es una especie de arácnido del orden Pseudoscorpionida de la familia Olpiidae.

## Distribución geográfica
Se encuentra en California (Estados Unidos).